# Bernardino Biondelli

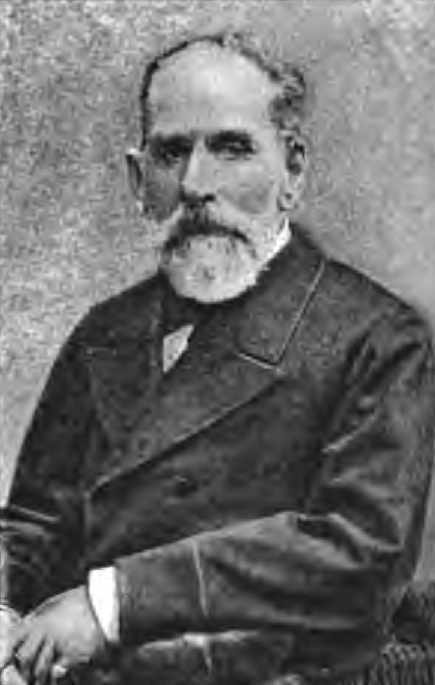
Bernardino Biondelli

Bernardino Biondelli (* 14. März 1804 in Zevio; † 11. Juli 1886 in Mailand) war ein italienischer Romanist und Dialektologe.

## Leben und Werk
Biondelli unterrichtete Mathematik, Geschichte und Geographie an Schulen in Verona und Umgebung. 1839 ging er nach Mailand und arbeitete dort wissenschaftlich, namentlich in der Sprachwissenschaft, wo er Anschluss an die deutsche Forschung sowie an Rasmus Rask gewann und sich mit italienischer Dialektologie, sowie mit der Sprache der Azteken beschäftigte. Von 1859 bis 1884 war er Professor für Archäologie an der Accademia scientifico-letteraria von Mailand. Daneben tat er sich als Numismatiker hervor (er leitete die numismatische Abteilung der Biblioteca Nazionale Braidense).
Er war von 1844 bis 1851 assoziiertes Mitglied der Königlich Niederländischen Akademie der Wissenschaften.

## Werke
- Dell'insegnamento della matematica pura, Venezia 1827
- Sullo svolgimento delle lingue indoeuropee, Mailand 1841
- Studii sulle lingue furbesche, Mailand 1846, Bologna 1969
- Saggio sui dialetti gallo-italici, Mailand 1853–1856, Bologna 1970, Sala Bolognese 1988
- (Hrsg.) Poesie lombarde inedite del secolo XIII, Mailand 1856
- Studii linguistici, Mailand 1856
- (Hrsg.) Evangeliarium, epistolarium et lectionarium aztecum sive mexicanum, ex antiquo codice mexicano nuper reperto depromptum, Mailand 1858
- (Hrsg.) Amori di Carlo Gonzaga e di Francesco de Medici, Mailand 1861 (deutsch: Die letzten der Familie Gonzaga als Herzöge von Mantua, übers. von J. F. Neigebaur, Sondershausen 1863)
- Glossarium Azteco-Latinum et Latino-Aztecum, Mailand 1869
- La Zecca e le monete di Milano,  Mailand 1869